# Bret Hedican
Bret Hedican (né le 10 août 1970 à Saint Paul dans l'État du Minnesota aux États-Unis) est un joueur professionnel américain de hockey sur glace. Il évolue pour cinq différentes formations de la Ligue nationale de hockey en plus de représenter son pays à deux reprises lors des Jeux olympiques et trois fois lors du championnat du monde. Il passe une année avec l'équipe nationale.

## Biographie
Bret fait son hockey universitaire avec l'Université St. Cloud State dans le championnat NCAA de hockey sur glace masculin, il y joue durant trois années. En 1988, les Blues de Saint-Louis le sélectionne lors du dixième tour du repêchage d'entrée dans la LNH 1988, aux cent quatre-vingt-dix-huitième rang au total. Après avoir passé la grande partie de la saison 1991 avec l'équipe nationale américaine, il participe aux Jeux olympiques de 1992 disputés à Albertville en France avec son pays, il y joue huit matchs et finit à la quatrième position. Ces également lors de cette année qu'il fit ses premiers pas dans la LNH, soit quatre matchs avec les Blues de Saint-Louis, il y marque son premier but. La saison suivante, il joue une grande partie de la saison dans la LNH, mais il fit une escapade de dix-neuf matchs dans la LIH avec les Rivermen de Peoria. Bret joue également la saison suivante avec Saint-Louis. La saison suivante, Bret joue avec les Canucks de Vancouver, il s'agit de sa deuxième équipe dans la LNH, il y reste jusqu'en 1999. En 1997, il fait sa première apparition au championnat du monde, où il joue huit matchs. Lorsqu'il quitte l'organisation des Canucks, il se joint au Panthers de la Floride pendant quatre saisons. Pendant ce temps, il fait deux apparitions aux championnats du monde. Bret est échangé aux Hurricanes de la Caroline en 2002, avec cette équipe, il remporte sa seule Coupe Stanley en 2006. Il participe également une deuxième fois aux Jeux olympiques cette année-là. En 2008, Bret joue avec les Ducks d'Anaheim, se fut sa dernière équipe car il prit sa retraite à la fin de la saison. Il finit sa carrière avec mille trente-neuf matchs, mais seulement cinquante-cinq buts.
Il est le mari de la patineuse artistique Kristi Yamaguchi.

## Honneurs et trophées
- Coupe Stanley : 2006
- Première ligue d'étoile de la NCAA : 1991

## Statistiques
| Saison     | Équipe                    | Ligue      |       | Saison régulière | Saison régulière | Saison régulière | Saison régulière | Saison régulière |   | Séries éliminatoires | Séries éliminatoires | Séries éliminatoires | Séries éliminatoires | Séries éliminatoires |
| Saison     | Équipe                    | Ligue      | PJ    | B                | A                | Pts              | Pun              | PJ               | B | A                    | Pts                  | Pun                  |                      |                      |
| 1990-1991  | St. Cloud State           | WCHA       | 41    | 18               | 30               | 48               | 52               |                  |   |                      |                      |                      |                      |                      |
| 1991-1992  | Blues de Saint-Louis      | LNH        | 4     | 1                | 0                | 1                | 0                | 5                | 0 | 0                    | 0                    | 0                    |                      |                      |
| 1992-1993  | Blues de Saint-Louis      | LNH        | 42    | 0                | 8                | 8                | 30               | 10               | 0 | 0                    | 0                    | 14                   |                      |                      |
| 1992-1993  | Rivermen de Peoria        | LIH        | 19    | 0                | 8                | 8                | 10               | -                | - | -                    | -                    | -                    |                      |                      |
| 1993-1994  | Blues de Saint-Louis      | LNH        | 61    | 0                | 11               | 11               | 64               | -                | - | -                    | -                    | -                    |                      |                      |
| 1993-1994  | Canucks de Vancouver      | LNH        | 8     | 0                | 1                | 1                | 0                | 24               | 1 | 6                    | 7                    | 16                   |                      |                      |
| 1994-1995  | Canucks de Vancouver      | LNH        | 45    | 2                | 11               | 13               | 34               | 11               | 0 | 2                    | 2                    | 6                    |                      |                      |
| 1995-1996  | Canucks de Vancouver      | LNH        | 77    | 6                | 23               | 29               | 83               | 6                | 0 | 1                    | 1                    | 10                   |                      |                      |
| 1996-1997  | Canucks de Vancouver      | LNH        | 67    | 4                | 15               | 19               | 51               | -                | - | -                    | -                    | -                    |                      |                      |
| 1997-1998  | Canucks de Vancouver      | LNH        | 71    | 3                | 24               | 27               | 79               | -                | - | -                    | -                    | -                    |                      |                      |
| 1998-1999  | Canucks de Vancouver      | LNH        | 42    | 2                | 11               | 13               | 34               | -                | - | -                    | -                    | -                    |                      |                      |
| 1998-1999  | Panthers de la Floride    | LNH        | 25    | 3                | 7                | 10               | 17               | -                | - | -                    | -                    | -                    |                      |                      |
| 1999-2000  | Panthers de la Floride    | LNH        | 76    | 6                | 19               | 25               | 68               | 4                | 0 | 0                    | 0                    | 0                    |                      |                      |
| 2000-2001  | Panthers de la Floride    | LNH        | 70    | 5                | 15               | 20               | 72               | -                | - | -                    | -                    | -                    |                      |                      |
| 2001-2002  | Panthers de la Floride    | LNH        | 31    | 3                | 7                | 10               | 12               | -                | - | -                    | -                    | -                    |                      |                      |
| 2001-2002  | Hurricanes de la Caroline | LNH        | 26    | 2                | 4                | 6                | 10               | 23               | 1 | 4                    | 5                    | 20                   |                      |                      |
| 2002-2003  | Hurricanes de la Caroline | LNH        | 72    | 3                | 14               | 17               | 75               | -                | - | -                    | -                    | -                    |                      |                      |
| 2003-2004  | Hurricanes de la Caroline | LNH        | 81    | 7                | 17               | 24               | 64               | -                | - | -                    | -                    | -                    |                      |                      |
| 2005-2006  | Hurricanes de la Caroline | LNH        | 74    | 5                | 22               | 27               | 58               | 25               | 2 | 9                    | 11                   | 42                   |                      |                      |
| 2006-2007  | Hurricanes de la Caroline | LNH        | 50    | 0                | 10               | 10               | 36               | -                | - | -                    | -                    | -                    |                      |                      |
| 2007-2008  | Hurricanes de la Caroline | LNH        | 66    | 2                | 15               | 17               | 70               | -                | - | -                    | -                    | -                    |                      |                      |
| 2008-2009  | Ducks d'Anaheim           | LNH        | 51    | 1                | 5                | 6                | 36               | -                | - | -                    | -                    | -                    |                      |                      |
| Totaux LNH | Totaux LNH                | Totaux LNH | 1 039 | 55               | 239              | 294              | 893              | 108              | 4 | 22                   | 26                   | 108                  |                      |                      |